# NGC 5101
NGC 5101 é uma galáxia espiral barrada na direção da constelação de Hydra. O objeto foi descoberto pelo astrônomo William Herschel em 1786, usando um telescópio refletor com abertura de 18,7 polegadas. Devido a sua moderada magnitude aparente (+10,6), é visível apenas com telescópios amadores ou com equipamentos superiores. 